# Amischa andreasi
Amischa andreasi är en skalbaggsart som beskrevs av Jyrki E. Muona 1990. Amischa andreasi ingår i släktet Amischa, och familjen kortvingar. Enligt den finländska rödlistan är arten otillräckligt studerad i Finland. Arten har ej påträffats i Sverige. Artens livsmiljö är skogar.